# Żabowate
Żabowate, żaby właściwe (Ranidae) – rodzina płazów z rzędu płazów bezogonowych (Anura) zaliczanych do grupy Neobatrachia.

## Zasięg występowania
Rodzina kosmopolityczna z wyjątkiem południowej Ameryki Południowej, południowej Afryki, Madagaskaru i większości Australii.

## Budowa
- 7 przodowklęsłych kręgów przedkrzyżowych, 8. kręg dwuwklęsły, a trzon kręgu krzyżowego wypukły z przodu i z tyłu,
- obręcz barkowa typu nieruchomego,
- język duży i przyrośnięty przednim końcem. Tylny koniec języka wolny i podzielony na dwa płaty,
- błony bębenkowe i ucho środkowe dobrze rozwinięte,
- tylne kończyny wydłużone, przystosowane do wykonywania skoków i pływania.

## Podział systematyczny
Do rodziny należą następujące rodzaje:

- Abavorana Oliver, Prendini, Kraus & Raxworthy, 2015
- Amerana Dubois, 1992
- Amolops Cope, 1865
- Aquarana Dubois, 1992
- Babina Thompson, 1912
- Boreorana Dubois, Ohler & Pyron, 2021 – jedynym przedstawicielem jest Boreorana sylvatica (LeConte, 1825) – żaba leśna
- Clinotarsus Mivart, 1869
- Glandirana Fei, Ye & Huang, 1990
- Huia Yang, 1991 – jedynym przedstawicielem jest Huia cavitympanum (Boulenger, 1893)
- Hylarana Tschudi, 1838
- Lithobates Fitzinger, 1843
- Liuhurana Fei, Ye, Jiang, Dubois & Ohler, 2010  – jedynym przedstawicielem jest Liuhurana shuchinae (Liu, 1950)
- Meristogenys Yang, 1991
- Nidirana Dubois, 1992
- Odorrana Fei, Ye & Huang, 1990
- Pelophylax Fitzinger, 1843
- Pseudorana Fei, Ye & Huang, 1990 – jedynym przedstawicielem jest Pseudorana weiningensis (Liu, Hu & Yang, 1962)
- Rana Linnaeus, 1758
- Sanguirana Dubois, 1992
- Staurois Cope, 1865
- Sumaterana Arifin, Smart, Hertwig, Smith, Iskandar & Haas, 2018
- Wijayarana Arifin, Chan, Smart, Hertwig, Smith, Iskandar & Haas, 2021

Taksony nieprzypisane do żywej lub wymarłej populacji (nomina inquirenda):

- Rana temporaria var. nigromaculata Werner, 1897
- Rana arvalis var. nigromaculata Wolterstorff, 1904
- Rhacophorus depressus Ahl, 1927
- Rana kandiana Kelaart, 1854
- Rana sanguine-maculata Lesson, 1834
- Rana sanguineo-maculata Lesson, 1834
- Rana newera-ellia Kelaart, 1853
- Limnodytes maculata Kelaart, 1854
- Limnodytes mutabilis Kelaart, 1854
- Lymnodytes lividus Blyth, 1855
- Rana muta var. nigro-maculata Camerano, 1884
- Rana fusca var. reichenbachensis Klunzinger, 1903
- Rana leybarensis Lataste, 1886
- Rana halmaherica Deckert, 1938
- Rana leveriana Shaw, 1802